# 克雷泰伊蓬帕杜站
克雷泰伊蓬帕杜站是法国的一个铁路车站，位于法国城市克雷泰伊。该站是法兰西岛铁路网当中的一个站点，属于第三收费区（Zone 3）。
克雷泰伊蓬帕杜站建成于2013年12月15日，取代原有的新城草原站（法語：Gare de Villeneuve-Prairie）。克雷泰伊蓬帕杜站主要方便乘客换乘马恩河谷快速公交（法語：Trans Val-de-Marne）。

## 位置
克雷泰伊蓬帕杜站位于克雷泰伊市区的西南部，巴黎－马赛铁路9.708公里处，新城编组站的北侧入口处。
克雷泰伊蓬帕杜站是一个高架站房的车站，主站房通过人行天桥与外界联通，而站台和轨道则位于地面。
此外，克雷泰伊蓬帕杜站是巴黎－马赛铁路正线上的一个通勤铁路车站，但事实上，途径此处的绝大多数长途列车及大部分区域列车都经过车站以东大约100米处的通过线。因此克雷泰伊蓬帕杜站内几乎没有车辆跨越。

## 停靠线路
以下列车线路在克雷泰伊蓬帕杜站停靠：
| 克雷泰伊蓬帕杜站列车线路表（区域线路） |                       |           |            |               |
| 起点                                   | 上一站                | 线路      | 下一站     | 终点          |
| 克雷伊/奥里城-夸                       | 绿景苑                | [T] · (D) | 新城编组站 | 科尔贝伊-埃松 |
| 古桑维尔                               | 迈松阿尔福-阿尔福维尔 | [T] · (D) | 圣乔治新城 | 默伦          |

## 配套交通

### 长途客车
克雷泰伊蓬帕杜站附近暂无图定的长途客运汽车。当RER D施工或罢工时，SNCF可能会提供途径该线路沿途站点的大巴车。

### 城市公共交通
| 克雷泰伊蓬帕杜站附近的市内公共交通线路 |                      | |
| 公交车站名称                           | 位置                 | 停靠线路 |
| 蓬帕杜快铁站                           | 克雷泰伊蓬帕杜站门口 | - Tvm 安东尼-快铁贝尔尼十字架站 ↔ 圣莫代福塞-快铁圣莫站 - 393 布里地区叙西-快铁博讷伊站 ↔ 蒂艾-抵抗路口 STRAV - O1 克雷泰伊-地铁雷沙站 ↔ 克罗讷-上原 - O2 克雷泰伊-地铁雷沙站 ↔ 利梅伊-布雷瓦讷-艾米丽-孔布·克莱蒙梭 - N71 舍维伊拉吕-兰日斯国际商贸城 ↔ 丰特奈苏布瓦-丰特奈谷 |
| 1. 2.                                  |                      | |

### 社会车辆
克雷泰伊蓬帕杜站门口设有社会车辆停车场。

## 临近车站
| 克雷泰伊蓬帕杜站（Gare de Créteil-Pompadour） |                |                  |
| 上行车站                                      | 线路           | 下行车站         |
| 绿景苑站 1.9km ←                              | 巴黎－马赛铁路 | 新城编组站 → 3km |
| - 本表仅显示运营中的线路及车站                |                |                  |